# Всеобщие выборы в Замбии (1973)
Всеобщие выборы 1973 года в Замбии проходили 5 декабря для избрания президента и депутатов Национальной ассамблеи. Это были первые выборы после того, как страна была официально объявлена однопартийным государством, при этом Объединённая партия национальной независимости была единственной разрешённой партией. Лидер партии Кеннет Каунда был автоматически избран президентом на третий пятилетний срок, получив 88,8 % голосов избирателей. Объединённая партия национальной независимости также получил все 125 мест в Национальной ассамблее. Явка избирателей составила 39 % из 1 746 107 зарегистрированных избирателей на президентских выборах и 33 % на выборах в Национальную ассамблею.
Перед выборами были проведены первичные выборы для избрания кандидатов по 125 округам. Только члены ОПНН могли голосовать на праймериз, а три лучших кандидата могли баллотироваться на выборах в Национальное собрание. Всего на выборах в Национальное собрание баллотировалось 532 кандидата.

## Результаты

### Президентские выборы
| Кандидат                            | Кандидат                            | Партия                                         | Голоса    | %     |
| ----------------------------------- | ----------------------------------- | ---------------------------------------------- | --------- | ----- |
|                                     | Кеннет Каунда                       | Объединённая партия национальной независимости | 581 245   | 88,83 |
| Против                              | Против                              | Против                                         | 73 115    | 11,17 |
| Недействительных/пустых бюллетеней  | Недействительных/пустых бюллетеней  | Недействительных/пустых бюллетеней             | 34 326    | 4,98  |
| Всего                               | Всего                               | Всего                                          | 688 686   | 100   |
| Зарегистрированных избирателей/Явка | Зарегистрированных избирателей/Явка | Зарегистрированных избирателей/Явка            | 1 746 107 | 39,44 |
| Источник: Nohlen et al.             |                                     |                                                |           |       |

### Выборы в Национальную ассамблею
|                                       |                                                |           |        |       |       |  |  |  |  |
| Партия                                | Партия                                         | Голоса    | %      | Места | +/-   |  |  |  |  |
|                                       | Объединённая партия национальной независимости | 527 252   | 100,00 | 125   | +44   |  |  |  |  |
|                                       | Назначаемые президентом                        |           |        | 10    | +5    |  |  |  |  |
|                                       | Назначаемый спикер                             |           |        | 1     | новый |  |  |  |  |
| Всего                                 | Всего                                          | 527 252   | 100    | 136   | +11   |  |  |  |  |
| Действительных бюллетеней             | Действительных бюллетеней                      | 527 252   | 90,34  | -     | -     |  |  |  |  |
| Недействительных/пустых бюллетеней    | Недействительных/пустых бюллетеней             | 56 355    | 9,66   | -     | -     |  |  |  |  |
| Зарегистрированных избирателей / Явка | Зарегистрированных избирателей / Явка          | 1 746 107 | 33,42  | -     | -     |  |  |  |  |
| Источники: African Elections Database |                                                |           |        |       |       |  |  |  |  |